# Dezeleration
Eine Dezeleration ist in der Geburtshilfe die Bezeichnung für ein Absinken der fetalen Herzfrequenz. Diese kann man mit der Kardiotokographie sehen oder mit einem Pinard-Rohr hören. In Zusammenschau mit der Wehentätigkeit werden Dezelerationen folgendermaßen unterteilt:
- Dip I oder Frühdezeleration: Die Dezeleration ist spiegelbildlich zur Wehe, d. h. wenn die Wehe ihren Höhepunkt erreicht hat, ist die fetale Herzfrequenz am niedrigsten und steigt anschließend wieder an. Die Ursache hierfür ist ein Vagusreiz, der durch den Druck auf den kindlichen Kopf in der Wehe ausgelöst wird. Solche Dezelerationen sind harmlos und zeigen ein gesundes Kind. Oft wird diese Vagusreiz-Reaktion auch als reaktives CTG beschrieben, da der Fetus auf die Wehe mit der Dezeleration reagiert.
- Dip II oder Spätdezeleration: Der Tiefpunkt der Dezeleration liegt nach dem Höhepunkt der Wehentätigkeit. Die Ursache dafür ist meist eine Sauerstoffunterversorgung des Feten, sie ist Anzeichen einer drohenden oder unmittelbaren Todesgefahr des Kindes.
- Dip 0: Ein kurzes, unter 30 Sekunden dauerndes Absinken der fetalen Herzfrequenz.
- Variable Dezelerationen: Die Dezeleration ist unabhängig von der Wehentätigkeit und die Dezelerationen selbst unterscheiden sich in Form und Dauer. Dies kann ein Zeichen für eine Nabelschnurkomplikation (z. B. Umschlingung) oder eine vorzeitige Plazentalösung sein, oder auch völlig harmlos sein. Bei einer variablen Dezeleration sollte überprüft werden, ob die dargestellte Herzfrequenz nicht ein maternales Signal ist.